# 合蕊菝葜
合蕊菝葜（学名：Smilax cyclophylla）为百合科菝葜属下的一个种。

## 扩展阅读
- 維基物種上的相關：合蕊菝葜